# 東郷たまみ

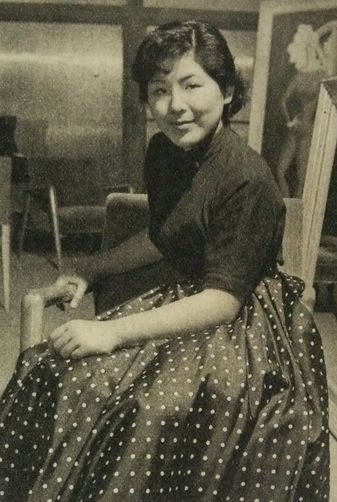
東郷たまみ（1954年）

東郷 たまみ（とうごう たまみ、1939年4月3日 - 2016年5月）は、日本の洋画家、歌手。二科会絵画部会員。

## 経歴

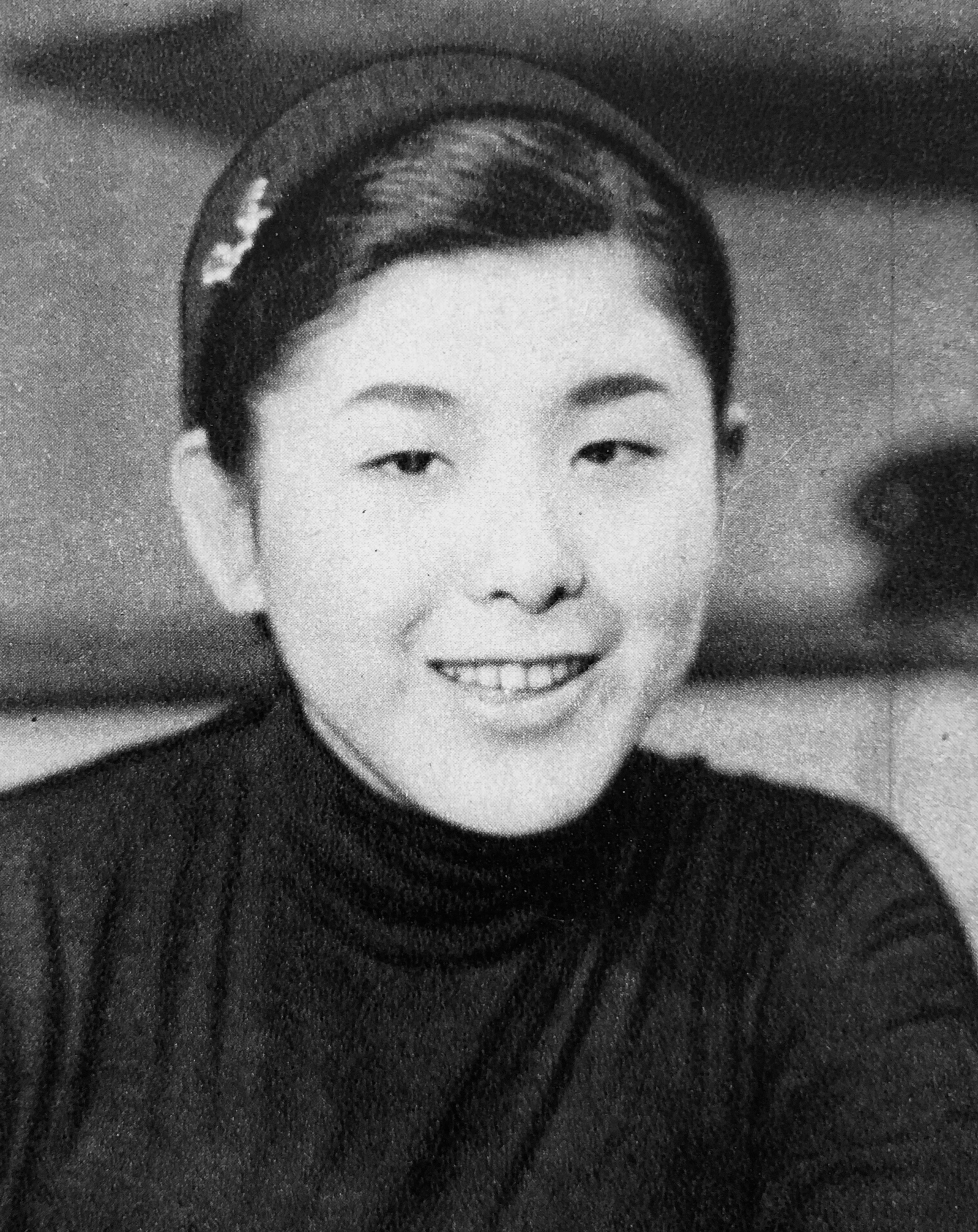
1955年

1939年に画家・東郷青児の長女として生まれる。立教女学院に在学。
1956年には、画家として二科展に初入選する一方で、歌手としてもデビューを果たし、ソロでジャズを歌い、朝丘雪路、水谷良重とトリオ「七光り三人娘」を組んでステージに立つこともあった。1958年の第9回NHK紅白歌合戦では、水谷良重、沢たまきとのトリオで「アレキサンダーズ・ラグタイム・バンド」を歌っており、この時の音声が現存している。
1960年、勉学に専念するため、絵と歌を中断し、単身渡米しカリフォルニア大学ロサンゼルス校（UCLA）に留学する。
3年間の留学後、画家としての活動を再開。1970年に二科展金賞を受賞し、翌年には二科会会員に推挙された。1975年の第60回展の内閣総理大臣賞受賞や、サロン・ドートンヌ、リスボン美術展、レバノン美術展等への招待出品、日本橋三越での26年連続個展開催（1978年 - ）など、画家として活躍の場を広げた。近年は、スペインやギリシャを題材にした作品を描き、女性像と共に好評を得ていた。墓所は雑司ヶ谷霊園。

## 映画出演
- 歌くらべ三羽烏（1955年、日活）[7]
- 陽気な天国（1955年、日活）[7]
- 多羅尾伴内 戦慄の七仮面（1956年）[7]
- ジャズ娘誕生（1957年）[7]
- 煙突娘（1958年、松竹）[7]

## 代表曲
若き日の夢（1954.5）
作詞：西條八十 / 作曲：古賀政男
青い谷間の小さな町（1954.5）
作詞：野村俊夫 / 作曲：古賀政男 / 編曲：馬渡誠一

## NHK紅白歌合戦出場歴
| 年度/放送回              | 曲目                                 | 対戦相手       | 備考                                                 |
| ------------------------ | ------------------------------------ | -------------- | ---------------------------------------------------- |
| 1958年（昭和33年）/第9回 | アレキサンダーズ・ラグタイム・バンド | ダークダックス | ヴォーカル・トリオとして、水谷良重、沢たまきと共唱。 |